# The Girl Can Rock
The girl can rock es el segundo DVD de la cantante estadounidense Hilary Duff. Este contiene escenas combinadas de 2 de sus conciertos en la gira "The girl can rock", además, el DVD contiene una entrevista sobre su segundo álbum de nombre homónimo Hilary Duff. Este álbum fue certificado 4x platino en Canadá. 

## El Concierto
El DVD en si fue elaborado con escenas de 2 conciertos combinadas, hubo mucho debate entre sí utilizaron las voces en vivo en el DVD o si colocaron las canciones grabadas.
1. Girl Can Rock
2. Little Voice
3. Come Clean
4. So Yesterday
5. Anywhere But Here
6. Metamorphosis
7. Sweet Sixteen
8. Where Did I Go Right
9. Love Just Is
10. Why Not
11. The Math
12. Workin' It Out
13. Party Up

### Detrás de Escena
1. Nuevo álbum de Hilary
2. La Gira
3. El video de Come Clean

### Videos musicales y otras actuaciones en vivo
1. Come Clean
2. So Yesterday (Actuación en vivo)
3. Why Not (En Brasil)
4. So Yesterday (En Brasil

### Entrevistas y Cortometrajes
1. Hilary en vivo con Ryan Seacrest
2. Galería de Fotos

### Edición Japonesa
La edición japonesa lleva un diferente contenido y una carátula diferente, y también un CD extra con remixes y otras ediciones. Tuvo un gran éxito en Japón.
1. Why Not (McMix)
2. So Yesterday( Radio Edit Remix)
3. Come Clean (Cut to the Chase Club Mix)
4. Party Up (Dance Remix: Rob Chiarelli)
5. Anywhere But Here (Live Version from WB)
6. Metamorphosis (Album Version)
7. Come Clean (Joe Bermúdez & Josh Harris Pop Mix: Main Mix)
8. So Yesterday (Joe Bermúdez Mixshow Mix)
9. Come Clean (Flood Remix Flood)